# Abraça-me
Abraça-me é um álbum ao vivo do cantor David Quinlan, gravado em outubro de 2002 na Igreja Batista da Lagoinha, em Belo Horizonte e lançado em 2003. A produção, assinada por Gustavo Soares e tendo Heloisa Rosa e Ednaldo Araújo como vocal de apoio fez com que Quinlan recebesse seis indicações ao Troféu Talento, vencendo duas delas, fazendo com que seu disco ganhasse reconhecimento do público e da crítica.

## Faixas
| N.º | Título                            | Duração |  |
| 1.  | "Abertura Espontânea"             |         |  |
| 2.  | "Estou Apaixonado"                |         |  |
| 3.  | "Grande é o Senhor"               |         |  |
| 4.  | "Tem Muito Mais"                  |         |  |
| 5.  | "Altos Montes"                    |         |  |
| 6.  | "Abraça-me"                       |         |  |
| 7.  | "Instrumental - Aos Pés de Jesus" |         |  |
| 8.  | "Sou do Meu Amado"                |         |  |